# Kaieteurosaurus hindsi
Kaieteurosaurus hindsi là một loài thằn lằn trong họ Gymnophthalmidae. Loài này được Kok mô tả khoa học đầu tiên năm 2005.